# Syndikalisten (1911)
Syndikalisten var Sveriges Arbetares Centralorganisations organ under perioden 1911-1921.
Tidningen utkom med 1 nummer varannan vecka 1911-1913, med 1 nummer varje vecka 1913-1916 och med 2 nummer varje vecka 1917-1921.
Från och med januari 1922 heter tidningen Arbetaren.
Sedan 1995 heter SAC:s medlemstidning Syndikalisten.

## Redaktörer
- Från dess start den 29 juli 1911 till juli 1913 redigerades tidningen av SACs Arbetsutskott)[1]
- Gustav Sjöström (från juli 1913)[2]
- Frans Severin och Knut Lindström (från 1917)[3]
- Frans Severin och Edvin Lindstam (från 1919)[4]